# Iglesia de San Silvestre (El Mor)
La iglesia de San Silvestre es un edificio situado en la entidad de población española de El Mor, en la provincia de Gerona.

## Descripción
El edificio se encuentra en la entidad de población de El Mor del municipio español de San Ferreol, perteneciente a la provincia de Gerona, en la comunidad autónoma de Cataluña. Se menciona como iglesia parroquial del lugar en el segundo volumen del Diccionario geográfico-estadístico-histórico de España y sus posesiones de Ultramar de Pascual Madoz, en la entrada correspondiente a «Almor», donde aparece descrita con las siguientes palabras:

una igl. parr. bajo la advocacion de San Silvestre, cuya fiesta se celebra el dia 31 de diciembre. Consta el edificio de una nave con tres altares. La sirve un párroco.
(Madoz, 1845, p. 173)